# Quới Thành
Quới Thành là một xã thuộc huyện Châu Thành, tỉnh Bến Tre, Việt Nam.

## Địa lý
Xã Quới Thành nằm ở phía Tây, cách trung tâm huyện Châu Thành khoảng 17 km, có vị trí địa lý:
- Phía đông giáp xã Thành Triệu
- Phía tây giáp xã Tân Phú
- Phía nam giáp xã Tiên Long và thị trấn Tiên Thủy
- Phía bắc giáp xã Phú Đức.

Xã Quới Thành có diện tích 6,66 km², dân số năm 2020 là 5.345 người, mật độ dân số đạt 803 người/km².

## Hành chính
Xã Quới Thành được chia thành 4 ấp: Phú Hòa, Phú Phong, Phú Thành, Phú Thuận.